# John Cutts
Pour les articles homonymes, voir Cutts.
John Cutts, 1er baron Cutts (1661 dans l'Essex, Angleterre – 26 janvier 1707 à Dublin) est un militaire, écrivain et homme politique britannique.

## Biographie
John Cutts naît dans l'Essex en 1661. Après un court passage au St Catharine's College de Cambridge, il hérite des propriétés familiales, mais préfère se tourner vers une vie de courtisan et militaire. 
Ses ambitions à la fois militaire et littéraire l'amènent à rédiger son premier ouvrage en 1685 : La Muse de cavalier (aussi intitulé An Apology for such Gentlemen as make Poetry their Diversion not their Business). En 1686, il combat en Hongrie sous les drapeaux de Charles V de Lorraine. En 1687, il publie Poetical Exercises. L'année suivante, il est lieutenant-colonel en Hollande. Il monte en grade grâce à ses participations à la bataille de la Boyne (1690) et au siège de Limerick (1690). En 1690, le roi Guillaume III d'Orange-Nassau le nomme Baron Cutts of Gowran du Royaume d'Irlande. Il poursuit sa vie militaire. Troisième dans la hiérarchie militaire britannique en 1704, il combat une dernière fois lors de la bataille de Blenheim sous les ordres de John Churchill, 1er duc de Marlborough. 
Il a passé le reste de sa vie au Royaume-Uni. À son décès, il cumulait huit postes politiques et militaires distincts, notamment le Commander-in-Chief, Ireland. Il a représenté le comté de Cambridge dans cinq parlements britanniques. Lors du premier parlement de la reine reine Anne, il a été envoyé à Newport sur l'île de Wight, qu'il a représenté jusqu'à sa mort. 

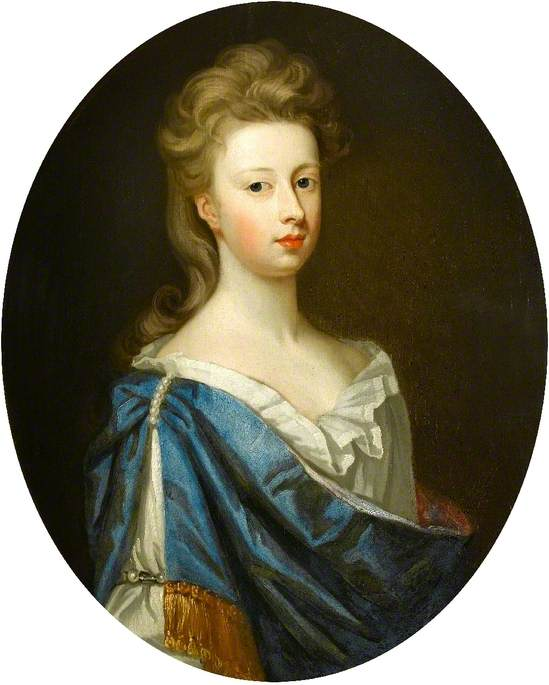
Elizabeth Cutts, seconde épouse de John Cutts.

John Cutts meurt à Dublin en Irlande le 26 janvier 1707. Marié deux fois, il n'a laissé aucune descendance. 
Le général écossais Hugh Mackay l'a décrit ainsi : « plutôt grand, vif et bien bâti, un compagnon agréable montrant un esprit abondant, affable et familier, mais trop obnubilé par la vanité et son sentiment de supériorité »,.

## Œuvres
- La Muse de cavalier (aussi intitulé An Apology for such Gentlemen as make Poetry their Diversion not their Business), 1685
- Poetical Exercises, 1687

### Citations originales
1. ↑  pretty tall, lusty and well shaped, an agreeable companion with abundance of wit, affable and familiar, but too much seized with vanity and self-conceit